# Chantemerle
Chantemerle ist eine französische Gemeinde mit 49 Einwohnern (Stand 1. Januar 2022) im Département Marne in der Region Grand Est. Sie gehört zum Arrondissement Épernay und zum Kanton Sézanne-Brie et Champagne.

## Geografie
Die Gemeinde liegt im Westen der Trockenen Champagne, etwa auf halbem Weg zwischen den Städten Sézanne und Romilly-sur-Seine. Umgeben wird Chantemerle von den Nachbargemeinden Fontaine-Denis-Nuisy im Norden und Nordosten, La Celle-sous-Chantemerle im Osten, Potangis im Süden, Bethon im Westen sowie La Forestière im Nordwesten.
Der Findling von Chantemerle befindet sich nahe Stand de tire de Chantemerle.

## Bevölkerungsentwicklung
| Jahr      | 1962 | 1968 | 1975 | 1982 | 1990 | 1999 | 2008 | 2018 |
| Einwohner | 50   | 51   | 48   | 48   | 47   | 36   | 56   | 46   |

## Persönlichkeiten
- Adrien Languillat (1808–1878), Jesuit und Bischof in Nanjing, geboren in Chantemerle

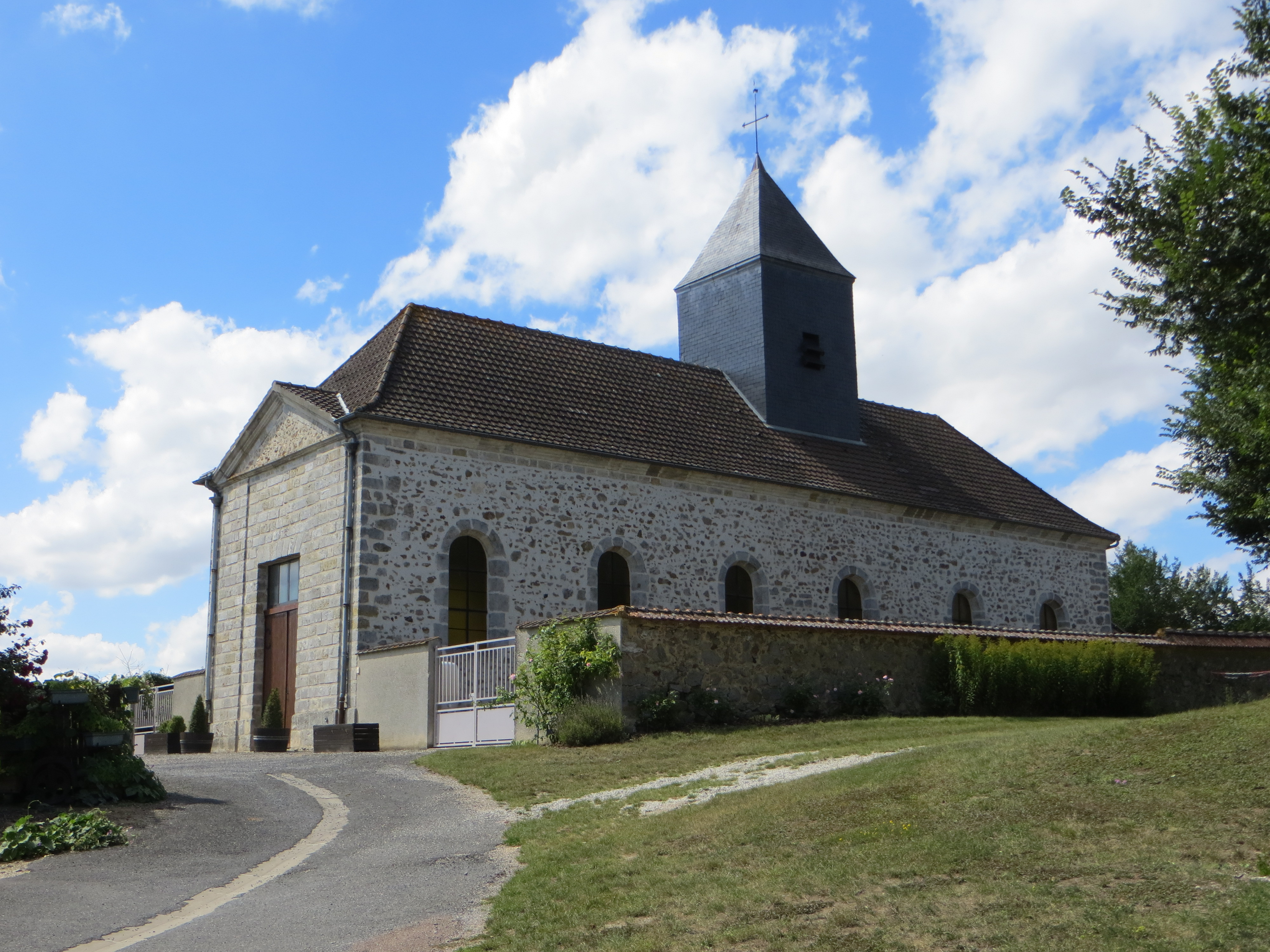
Kirche Saint-Serein